# قشلاق حاج أقا نصير أغلو (مقاطعة بيله سوار)
قشلاق حاج أقا نصیر أغلو (بالفارسية: قشلاق حاج آقا نصیراوغلو) هي منطقة سكنية تقع في إيران في قسم قشلاق الجنوبي الريفي. يقدر عدد سكانها بـ 19 نسمة .